# Seketin
Seketin is een plaats in de gemeente Sveti Ilija in de Kroatische provincie Varaždin. De plaats telt 376 inwoners (2001).